# Juraj Štefanka
Juraj Štefanka (* 28. ledna 1976, Nitra) je bývalý slovenský hokejový útočník. Většinu kariéry odehrál za slovenské a české kluby. Mezi jeho působiště patřily Bratislava, Karlovy Vary, Plzeň, Kladno, Znojmo, Nižněkamsk či Třinec. Úspěšné druhé angažmá ve Vítkovicích skončilo ve finále play off sezóny 2009/10, Vítkovice skončily celkově druhé za Pardubicemi, a Štefanka se následně vydal do Slavie Praha. Ovšem jeho působení v pražském klubu nemělo dlouhého trvání, po 21 odehraných kolech s ním Slavia rozvázala spolupráci.

## Hráčská kariéra
- 1993-1994 HK Nitra (SVK)
- 1994-1995 HK Nitra (SVK)
- 1995-1996 HK Nitra (SVK)
- 1996-1997 HK Nitra (SVK)
- 1997-1998 HK Nitra (SVK)
- 1998-1999 HK Nitra (SVK)
- 1999-2000 HC Slovan Bratislava (SVK)
- 2000/2001 HC Slovan Bratislava (SVK)
- 2001/2002 HC Becherovka Karlovy Vary (E)
- 2002/2003 HC Keramika Plzeň (E)
- 2003/2004 HC Vítkovice (E)
- 2004/2005 HC Vítkovice (E)
- 2005/2006 HC Vítkovice Steel (E), HC Znojemští Orli (E)
- 2006/2007 CHK Neftěchimik Nižněkamsk (RUS-1), HC Oceláři Třinec (E)
- 2007/2008 HC Oceláři Třinec (E)
- 2008/2009 HC Vítkovice Steel (E)
- 2009/2010 HC Vítkovice Steel (E)
- 2010/2011 HC Slavia Praha (E), BK Mladá Boleslav (E)
- 2011/2012 HC Vítkovice Steel (E)
- 2012/2013 Rouen Hockey Élite 76 (Francie)
- 2013/2014 Rouen Hockey Élite 76 (Francie)
- 2014/2015 HK Nitra (SVK)
- 2015/2016 HK Nitra (SVK)

## Reprezentace
Statistiky reprezentace na Mistrovstvích světa a Olympijských hrách:
| Turnaj            | Místo konání                | Z  | G | A | B | Umístění  | Soupisky         |
| ----------------- | --------------------------- | -- | - | - | - | --------- | ---------------- |
| MS 2004           | Česko (Praha, Ostrava)      | 3  | 0 | 0 | 0 | 4. místo  | Soupiska MS 2004 |
| MS 2005           | Rakousko (Vídeň, Innsbruck) | 7  | 0 | 0 | 0 | 5. místo  | Soupiska MS 2005 |
| MS 2009           | Švýcarsko (Bern, Kloten)    | 4  | 0 | 0 | 0 | 10. místo | Soupiska MS 2009 |
| Celkem na MS (3x) |                             | 14 | 0 | 0 | 0 |           |                  |